# Hot Chip
Hot Chip is een Britse electropop band. De bandleden komen uit Leeds en Londen. De groep bestaat uit multi-instrumentalisten Alexis Taylor, Joe Goddard, Al Doyle, Owen Clarke en Felix Martin, tijdens concerten of opnames versterkt met andere muzikanten zoals Rob Smoughton of Sarah Jones. De bandleden hebben buiten Hot Chip nog solocarrières of zijn actief in andere muzikale projecten of als DJ. Hun muziek is een mengeling van stijlen, electro, indietronica met invloeden van o.a.  disco en hiphop.
Alexis Taylor en Joe Goddard die elkaar leerden kennen aan Elliott School in Putney, richtten de groep op in 2000. Rob Smoughton werd hun drummer. Ze brachten twee ep's uit, Mexico in 2001 en San Frandisco in 2002.  Later traden Al Doyle, Owen Clarke en Felix Martin  toe tot de band. In deze formatie brachten ze in 2004 hun eerste album  Coming On Strong uit, Over and Over was hieruit de bekendste track. De groep had in 2006 een hit met het nummer Boy From School en stond in datzelfde jaar onder andere op Lowlands, waar ze in 2008, 2010, 2012 en 2015 opnieuw optraden. Ook op Rock Werchter in 2008 en 2015  en Pukkelpop traden ze meermaals op.
In 2006 werd het album The Warning genomineerd voor de Mercury Prize. De single Ready for the floor werd in 2009 als beste dance plaat genomineerd voor de Grammy Awards.

## Bandleden
- Alexis Taylor – zang, keyboards
- Joe Goddard – zang, synthesizer, percussie
- Al Doyle – gitaar, synthesizer, zang
- Owen Clarke – synthesizer, gitaar
- Felix Martin – drum machine
- Rob Smoughton - drums, percussie, gitaar

## Discografie

### Albums
| Album met eventuele hitnotering(en) in de Nederlandse Album Top 100 | Datum van verschijnen | Datum van binnenkomst | Hoogste positie | Aantal weken | Opmerkingen |
| ------------------------------------------------------------------- | --------------------- | --------------------- | --------------- | ------------ | ----------- |
| Coming on strong                                                    | 24-05-2004            | -                     |                 |              |             |
| The warning                                                         | 22-05-2006            | -                     |                 |              |             |
| Made in the dark                                                    | 04-02-2008            | -                     |                 |              |             |
| One life stand                                                      | 01-02-2010            | -                     |                 |              |             |
| In our heads                                                        | 08-06-2012            | 16-06-2012            | 91              | 1            |             |

| Album met hitnotering(en) in de Vlaamse Ultratop 200 albums | Datum van verschijnen | Datum van binnenkomst | Hoogste positie | Aantal weken | Opmerkingen |
| ----------------------------------------------------------- | --------------------- | --------------------- | --------------- | ------------ | ----------- |
| Made in the dark                                            | 2008                  | 09-02-2008            | 25              | 7            |             |
| One life stand                                              | 2010                  | 13-02-2010            | 48              | 5            |             |
| In our heads                                                | 2012                  | 16-06-2012            | 24              | 2*           |             |

Album Why Make Sense kwam uit in 2015.
Album A Bath Full of Ecstasy verscheen in 2019.
Hun achtste album Freakout/Release werd uitgebracht in augustus 2022.

### Singles
| Single met hitnotering(en) in de Vlaamse Ultratop 50 | Datum van verschijnen | Datum van binnenkomst | Hoogste positie | Aantal weken | Opmerkingen |
| ---------------------------------------------------- | --------------------- | --------------------- | --------------- | ------------ | ----------- |
| Ready for the floor                                  | 2008                  | 26-01-2008            | tip2            | -            |             |
| One life stand                                       | 11-01-2010            | 30-01-2010            | tip4            | -            |             |
| I feel better                                        | 15-03-2010            | 27-03-2010            | tip7            | -            |             |
| Night & day                                          | 09-04-2012            | 16-06-2012            | tip77*          |              |             |
| How do you do?                                       | 2012                  | 25-08-2012            | tip98*          |              |             |
| Don't deny your heart                                | 2012                  | 27-10-2012            | tip86*          |              |             |